# Kentucky Indy 300 de 2011
O Kentucky Indy 300 de 2011 foi a décima sexta corrida da temporada de 2011 da IndyCar Series. A corrida foi disputada no dia 2 de outubro no Kentucky Speedway, localizado na cidade de Sparta, Kentucky. O vencedor foi o norte-americano Ed Carpenter, da equipe Sarah Fisher Racing.

## Pilotos e Equipes
| Nº | Piloto                | Equipe                         | Chassis | Motor | Pneu |
| -- | --------------------- | ------------------------------ | ------- | ----- | ---- |
| 2  | Oriol Servià          | Newman/Haas Racing             | Dallara | Honda | F    |
| 3  | Hélio Castroneves     | Team Penske                    | Dallara | Honda | F    |
| 4  | J. R. Hildebrand (R)  | Panther Racing                 | Dallara | Honda | F    |
| 5  | Takuma Sato           | KV Racing Technology - Lotus   | Dallara | Honda | F    |
| 6  | Ryan Briscoe          | Team Penske                    | Dallara | Honda | F    |
| 06 | James Hinchcliffe (R) | Newman/Haas Racing             | Dallara | Honda | F    |
| 7  | Danica Patrick        | Andretti Autosport             | Dallara | Honda | F    |
| 9  | Scott Dixon           | Chip Ganassi Racing            | Dallara | Honda | F    |
| 10 | Dario Franchitti      | Chip Ganassi Racing            | Dallara | Honda | F    |
| 12 | Will Power            | Team Penske                    | Dallara | Honda | F    |
| 14 | Vitor Meira           | A. J. Foyt Enterprises         | Dallara | Honda | F    |
| 17 | Wade Cunningham (R)   | Sam Schmidt Motorsports        | Dallara | Honda | F    |
| 18 | James Jakes (R)       | Dale Coyne Racing              | Dallara | Honda | F    |
| 19 | Alex Lloyd            | Dale Coyne Racing              | Dallara | Honda | F    |
| 22 | Townsend Bell         | Dreyer & Reinbold Racing       | Dallara | Honda | F    |
| 24 | Ana Beatriz (R)       | Dreyer & Reinbold Racing       | Dallara | Honda | F    |
| 26 | Marco Andretti        | Andretti Autosport             | Dallara | Honda | F    |
| 27 | Mike Conway           | Andretti Autosport             | Dallara | Honda | F    |
| 28 | Ryan Hunter-Reay      | Andretti Autosport             | Dallara | Honda | F    |
| 30 | Pippa Mann (R)        | Rahal Letterman Lanigan Racing | Dallara | Honda | F    |
| 34 | Dillon Battistini (R) | Conquest Racing                | Dallara | Honda | F    |
| 38 | Graham Rahal          | Chip Ganassi Racing            | Dallara | Honda | F    |
| 44 | Buddy Rice            | Panther Racing                 | Dallara | Honda | F    |
| 59 | E. J. Viso            | KV Racing Technology - Lotus   | Dallara | Honda | F    |
| 67 | Ed Carpenter          | Sarah Fisher Racing            | Dallara | Honda | F    |
| 77 | Dan Wheldon           | Sam Schmidt Motorsports        | Dallara | Honda | F    |
| 78 | Simona de Silvestro   | HVM Racing                     | Dallara | Honda | F    |
| 82 | Tony Kanaan           | KV Racing Technology - Lotus   | Dallara | Honda | F    |
| 83 | Charlie Kimball (R)   | Chip Ganassi Racing            | Dallara | Honda | F    |

- (R) - Rookie

## Resultados

### Treino classificatório
| 1         | 12 | Will Power            | Team Penske                    | 0:24.2910 | 0:24.3038 | 0:48.5948 |
| 2         | 38 | Graham Rahal          | Chip Ganassi Racing            | 0:24.3874 | 0:24.4154 | 0:48.8028 |
| 3         | 06 | James Hinchcliffe (R) | Newman/Haas Racing             | 0:24.4068 | 0:24.4323 | 0:48.8391 |
| 4         | 67 | Ed Carpenter          | Sarah Fisher Racing            | 0:24.4352 | 0:24.4447 | 0:48.8799 |
| 5         | 4  | J. R. Hildebrand (R)  | Panther Racing                 | 0:24.4397 | 0:24.4698 | 0:48.9095 |
| 6         | 26 | Marco Andretti        | Andretti Autosport             | 0:24.4708 | 0:24.4533 | 0:48.9241 |
| 7         | 9  | Scott Dixon           | Chip Ganassi Racing            | 0:24.4479 | 0:24.5021 | 0:48.9500 |
| 8         | 28 | Ryan Hunter-Reay      | Andretti Autosport             | 0:24.4876 | 0:24.4758 | 0:48.9634 |
| 9         | 2  | Oriol Servià          | Newman/Haas Racing             | 0:24.4826 | 0:24.5060 | 0:48.9886 |
| 10        | 83 | Charlie Kimball (R)   | Chip Ganassi Racing            | 0:24.5073 | 0:24.5181 | 0:49.0254 |
| 11        | 10 | Dario Franchitti      | Chip Ganassi Racing            | 0:24.5192 | 0:24.5387 | 0:49.0579 |
| 12        | 27 | Mike Conway           | Andretti Autosport             | 0:24.5350 | 0:24.5460 | 0:49.0810 |
| 13        | 78 | Simona de Silvestro   | HVM Racing                     | 0:24.5565 | 0:24.5668 | 0:49.1233 |
| 14        | 7  | Danica Patrick        | Andretti Autosport             | 0:24.5863 | 0:24.5722 | 0:49.1585 |
| 15        | 17 | Wade Cunningham (R)   | Sam Schmidt Motorsports        | 0:24.5718 | 0:24.5878 | 0:49.1596 |
| 16        | 3  | Hélio Castroneves     | Team Penske                    | 0:24.5739 | 0:24.5929 | 0:49.1668 |
| 17        | 44 | Buddy Rice            | Panther Racing                 | 0:24.5804 | 0:24.5970 | 0:49.1774 |
| 18        | 6  | Ryan Briscoe          | Team Penske                    | 0:24.5889 | 0:24.5922 | 0:49.1811 |
| 19        | 82 | Tony Kanaan           | KV Racing Technology - Lotus   | 0:24.5943 | 0:24.6287 | 0:49.2230 |
| 20        | 24 | Ana Beatriz (R)       | Dreyer & Reinbold Racing       | 0:24.6148 | 0:24.6219 | 0:49.2367 |
| 21        | 14 | Vitor Meira           | A. J. Foyt Enterprises         | 0:24.6335 | 0:24.6314 | 0:49.2649 |
| 22        | 5  | Takuma Sato           | KV Racing Technology - Lotus   | 0:24.6805 | 0:24.6857 | 0:49.3662 |
| 23        | 59 | E. J. Viso            | KV Racing Technology - Lotus   | 0:24.6938 | 0:24.6877 | 0:49.3815 |
| 24        | 19 | Alex Lloyd            | Dale Coyne Racing              | 0:24.7181 | 0:24.7061 | 0:49.4232 |
| 25        | 34 | Dillon Battistini (R) | Conquest Racing                | 0:24.7087 | 0:24.7211 | 0:49.4298 |
| 26        | 22 | Townsend Bell         | Dreyer & Reinbold Racing       | 0:24.3789 | 0:24.0910 | 0:49.4699 |
| 27        | 18 | James Jakes (R)       | Dale Coyne Racing              | 0:24.8714 | 0:24.8540 | 0:49.7254 |
| 28        | 77 | Dan Wheldon           | Sam Schmidt Motorsports        |           |           | sem tempo |
| 29        | 30 | Pippa Mann (R)        | Rahal Letterman Lanigan Racing |           |           | sem tempo |
| Relatório |    |                       |                                |           |           |           |

- (R) - Rookie

### Corrida
| Pos       | Nº | Piloto                | Equipe                         | Voltas | Tempo             | Largada | Voltas na Liderança | Pontos |
| --------- | -- | --------------------- | ------------------------------ | ------ | ----------------- | ------- | ------------------- | ------ |
| 1         | 67 | Ed Carpenter          | Sarah Fisher Racing            | 200    | 1:42:02.7825      | 4       | 8                   | 50     |
| 2         | 10 | Dario Franchitti      | Chip Ganassi Racing            | 200    | +0.0098           | 11      | 143                 | 42     |
| 3         | 9  | Scott Dixon           | Chip Ganassi Racing            | 200    | +0.1048           | 7       | 0                   | 35     |
| 4         | 06 | James Hinchcliffe (R) | Newman/Haas Racing             | 200    | +0.3007           | 3       | 0                   | 32     |
| 5         | 28 | Ryan Hunter-Reay      | Andretti Autosport             | 200    | +0.4040           | 8       | 0                   | 30     |
| 6         | 2  | Oriol Servià          | Newman/Haas Racing             | 200    | +0.6806           | 9       | 0                   | 28     |
| 7         | 17 | Wade Cunningham (R)   | Sam Schmidt Motorsports        | 200    | +0.7020           | 15      | 0                   | 26     |
| 8         | 6  | Ryan Briscoe          | Team Penske                    | 200    | +0.7895           | 18      | 0                   | 24     |
| 9         | 44 | Buddy Rice            | Panther Racing                 | 200    | +1.0011           | 17      | 0                   | 22     |
| 10        | 7  | Danica Patrick        | Andretti Autosport             | 200    | +1.0076           | 14      | 0                   | 20     |
| 11        | 22 | Townsend Bell         | Dreyer & Reinbold Racing       | 200    | +1.1767           | 26      | 0                   | 19     |
| 12        | 38 | Graham Rahal          | Chip Ganassi Racing            | 200    | +1.2320           | 2       | 0                   | 18     |
| 13        | 83 | Charlie Kimball (R)   | Chip Ganassi Racing            | 200    | +1.7795           | 10      | 0                   | 17     |
| 14        | 77 | Dan Wheldon           | Sam Schmidt Motorsports        | 200    | +2.0668           | 28      | 0                   | 16     |
| 15        | 5  | Takuma Sato           | KV Racing Technology - Lotus   | 200    | +2.1166           | 22      | 0                   | 15     |
| 16        | 14 | Vitor Meira           | A. J. Foyt Enterprises         | 200    | +2.4294           | 21      | 0                   | 14     |
| 17        | 82 | Tony Kanaan           | KV Racing Technology - Lotus   | 200    | +3.0101           | 19      | 0                   | 13     |
| 18        | 27 | Mike Conway           | Andretti Autosport             | 200    | +3.4607           | 12      | 0                   | 12     |
| 19        | 12 | Will Power            | Team Penske                    | 200    | +6.4970           | 1       | 48                  | 13     |
| 20        | 4  | J. R. Hildebrand (R)  | Panther Racing                 | 199    | +1 volta          | 5       | 1                   | 12     |
| 21        | 18 | James Jakes (R)       | Dale Coyne Racing              | 198    | +2 voltas         | 27      | 0                   | 12     |
| 22        | 30 | Pippa Mann (R)        | Rahal Letterman Lanigan Racing | 193    | +3 voltas         | 8       | 0                   | 12     |
| 23        | 59 | E. J. Viso            | KV Racing Technology - Lotus   | 192    | +8 voltas         | 23      | 0                   | 12     |
| 24        | 24 | Ana Beatriz (R)       | Dreyer & Reinbold Racing       | 165    | Contato           | 20      | 0                   | 12     |
| 25        | 78 | Simona de Silvestro   | HVM Racing                     | 141    | Mecânico          | 13      | 0                   | 10     |
| 26        | 19 | Alex Lloyd            | Dale Coyne Racing              | 140    | Contato           | 24      | 0                   | 10     |
| 27        | 26 | Marco Andretti        | Andretti Autosport             | 140    | Contato           | 6       | 0                   | 10     |
| 28        | 34 | Dillon Battistini (R) | Conquest Racing                | 124    | Piloto com fadiga | 25      | 0                   | 10     |
| 29        | 3  | Hélio Castroneves     | Team Penske                    | 34     | Mecânico          | 16      | 0                   | 10     |
| Relatório |    |                       |                                |        |                   |         |                     |        |

## Tabela do campeonato após a corrida
Observe que somente as dez primeiras posições estão incluídas na tabela.
| Pos | Var     | Piloto           | Pontos |
| --- | ------- | ---------------- | ------ |
| 1   | Aumento | Dario Franchitti | 573    |
| 2   | Baixa   | Will Power       | 555    |
| 3   | Estável | Scott Dixon      | 518    |
| 4   | Estável | Oriol Servià     | 425    |
| 5   | Estável | Tony Kanaan      | 366    |

| Pos | Var     | Piloto           | Pontos |
| --- | ------- | ---------------- | ------ |
| 6   | Estável | Ryan Briscoe     | 364    |
| 7   | Aumento | Ryan Hunter-Reay | 347    |
| 8   | Baixa   | Marco Andretti   | 337    |
| 9   | Estável | Graham Rahal     | 320    |
| 10  | Aumento | Danica Patrick   | 314    |